# Burton F. Miller
Burton F. Miller (* 24. Juli 1905 in Milwaukee, Wisconsin; † 2. Januar 1976 in Pacific Palisades, Los Angeles, Kalifornien) war ein US-amerikanischer Filmtechniker, der 1947 mit dem Oscar für technische Verdienste (Technical Achievement Award) ausgezeichnet wurde.

## Leben
Miller war als Filmtechniker im Tonstudio sowie der Elektrikabteilung von Warner Bros. tätig und wurde bei der Oscarverleihung 1947 mit dem Oscar für technische Verdienste (Technical Achievement Award) ausgezeichnet, und zwar zum einen „für den Entwurf und Bau eines Lichtbogen-Generatorfilters für Filme“ (‚For the design and construction of a motion picture arc lighting generator filter‘) und zugleich „für Entwurf und Anwendung eines Equalizer zur Beseitigung relativer Spektralenergieverzerrungen in elektronischen Kompressoren“ (‚For the design and application of an equalizer to eliminate relative spectral energy distortion in electronic compressors‘).

## Auszeichnungen
- 1947: Oscar für technische Verdienste (Technical Achievement Award)